# Єрмаківське ТВ
Єрмаківське ТВ (рос. ЕРМАКОВСКОЕ ЛО, Ермаковлаг) — табірне відділення, підпорядковане ГУЛАГ.
Організоване 14.05.53 (перейменовано з БУДІВНИЦТВА 790 І ВТТ);

закрите 21.08.53.
Дислокація: ст. Аврора Туркестано-Сибірської залізниці;

Казахська РСР, Усть-Каменогорськ, п/я ЕУ-60

## Виконувані роботи
- обслуговування Буд-ва 790 Головпромбуду,
- залізничне буд-во,
- вантажно-розвантажувальні роботи,
- обслуговування бетонного з-ду, піщаного кар'єру,
- буд-во ЛЕП

## Чисельність з/к
- 25.05.53 — 2715